# Hrvatska kršćanska demokratska stranka
Hrvatska kršćanska demokratska stranka (HKDS) bila je demokršćanska politička stranka, koja je djelovala u Hrvatskoj od 1990. do 2009. godine.
Osnovana je prije prvih višestranačkih izbora 1990. godine (osnovali su ju 11. siječnja 1990. Dragan Lalić i Ivan Cesar). Svoj je program temeljila na demokršćanskoj tradiciji, ali je zbog specifičnih povijesnih okolnosti 1990-ih bila bliža nacionalističkoj desnici nego tzv. centru.
Kao jednoj od osam društvenih organizacija nadnevka 5. veljače 1990. republički sekretar za pravosuđe i upravu Ivan Fumić uručio je Rješenje kojim se odobrava upis Hrvatske kršćanske demokratske stranke u registar društvenih organizacija Socijalističke Republike Hrvatske, klasifikacijska oznaka UP/I-007-02/90-01/08, urudžbeni broj 514-04-02/4-90-2 od 2. veljače 1990. godine.
Usprkos tomu prije izbora se je priključila „umjerenijoj“ Koaliciji narodnog sporazuma (KNS), te zajedno s njom loše prošla na izborima. U ljeto 1991. Ušla je u koalicijsku Vladu demokratskoga jedinstva.
Sljedeće je godine doživjela težak poraz na parlamentarnim izborima, a njezin predsjednički kandidat Ivan Cesar na izborima je završio na sedmome mjestu. Taj neuspjeh ju je nagnao da se s ideološki srodnom Hrvatskom demokratskom strankom spoji u Hrvatsku kršćansku demokratsku uniju te iste, 1992. godine.
Disidentska frakcija je pak nastavila samostalno djelovati pod starim imenom (predsjednik joj je bio Ivan Keglević, a potom Petar Kaćunko), sve dok se u veljači 2009. nije sa strankama Hrvatski proljećari i Hrvatski demokršćani ujedinila u Hrvatsku demokršćansku stranku, za čijega je predsjednika izabran dr. Goran Dodig.